# Pete Kendall
Peter Marcus "Pete" Kendall (født 9. juli 1973 i Quincy, Massachusetts, USA) er en tidligere amerikansk footballspiller, der spillede i NFL som offensive guard. Hans karriere strakte sig fra 1996 til 2008, og spillede blandt andet fem sæsoner hos Seattle Seahawks.

## Klubber
- Seattle Seahawks (1996–2000)
- Arizona Cardinals (2001–2003)
- New York Jets (2004–2006)
- Washington Redskins (2007–2008)